# Sleipnir (webbläsare)
Sleipnir är en webbläsare som baseras på stängd källkod. Den är tillverkad av japanska Fenrir Inc. Sleipnir bygger på Microsofts Tridentbaserade webbläsare Internet Explorer 8.
Webbläsaren är speciellt utformad för operativsystemet Windows Vista, Windows 7, Windows 8, Mac OS Classic, Android, iOS, Windows Phone. Den senaste stabila versionen är 5.1.